# 无盘系统
无盘系统是用于网吧，卡拉OK，办公室的一种网络传输技术。使用无盘系统的电脑将不使用本机的硬盘获得启动系统，而是通过网络的指定服务器去获得启动系统的镜像，并下载回本机后用于机器启动。同时也不需要使用传统硬盘读取资料，而是通过局域网内的伺服器读取资料。